# Jan Boży
Jan Boży, właśc. Jan Cidade, port. João de Deus (ur. 8 marca 1495 w Montemor-o-Novo w Portugalii, zm. 8 marca 1550 w Grenadzie) – założyciel zakonu bonifratrów, święty katolicki, jedna z czołowych postaci religijnych XVI-wiecznej Hiszpanii, gdzie żył i pracował.

## Życiorys
Niewiele wiadomo o jego młodości. Pewne jest, że był synem rodziców średniego stanu. Mając 8 lat, pod wpływem opowieści przygodnego wędrowca, wiedziony chęcią poznania świata, opuścił potajemnie rodzinny dom. Po kilkutygodniowej podróży znalazł schronienie i opiekę u jednego z mieszkańców hiszpańskiego miasteczka Oropesa, który nazwał małego chłopca "Janem otrzymanym od Boga – a Deo".
Po dwudziestym roku życia opuścił dom opiekunów. Brał udział w wojnie hiszpańsko-francuskiej, był pod Wiedniem z korpusem ekspedycyjnym księcia d'Alba. Podczas pobytu w Grenadzie, pod wpływem kazania św. Jana z Ávili, podjął radykalną zmianę swego życia. Żywiołowość, z jaką okazywał żal za grzechy i duchową przemianę, spowodowała, że posądzono go o postradanie zmysłów. Umieszczono go w szpitalu dla umysłowo chorych, w którym zetknął się z nieludzkimi sposobami traktowania chorych.
Kiedy odzyskał wolność, podjął się na stałe opieki nad chorymi. W grudniu 1539 r. otworzył mały przytułek, tzw. zakład miłosierdzia, który utrzymywał z kwesty. Zaapelował wtedy do lekarzy, aby odwiedzali tam osoby chore i kalekie. Robili to za darmo. Prosił o pomoc także kapłanów, aby leczyć zarówno dusze, jak i ciała swoich podopiecznych.
Organizował w nowej formie szpitalnictwo. Opiekował się także sierotami, ludźmi starymi, bezdomnymi, ubogimi i wędrowcami. Z czasem pozyskał sobie towarzyszy – tworząc początki zakonu szpitalnego zwanego "dobrymi braćmi – bonifratrami".
Wyczerpany pokutą i ciężką chorobą oraz niezwykle aktywnym trybem życia, św. Jan zmarł w roku 1550, mając 55 lat. Mieszkańcy Grenady zajęli się kontynuowaniem jego dzieła.

## Kult
Beatyfikacja
Jan Boży został beatyfikowany 21 września 1630 przez Urbana VIII.

### Kanonizacja
Kanonizacja Jana Bożego odbyła się 16 października 1690 roku. Z prośbą o jej dokonanie wystąpili do papieża Aleksandra VIII katoliccy monarchowie Europy, w tym także polski król Jan III Sobieski.
Dzień obchodów
Jego wspomnienie liturgiczne w Kościele katolickim obchodzone jest 8 marca.
Patronat
Św. Jan jest patronem Grenady, księgarzy, pirotechników, chorych, pielęgniarek i szpitali, opiekunem służby zdrowia, strażaków.
Jest również patronem założonego przez siebie Zakonu Braci Miłosierdzia (w Polsce zwanych bonifratrami).
Ikonografia
W ikonografii przedstawiany jest w prostym habicie bonifratra. W ręku trzyma przekrojony owoc granatu, z którego wyrasta krzyż.